# Cratere Ulrique
Ulrique  è un cratere sulla superficie di Venere.